# Celtae
I Celtae furono un'auxilia palatina dell'esercito romano tardoimperiale.
Come per tutte le unità di auxilia palatina, non è chiaro chi e quando le formò; alcuni studiosi propendono per un'origine tetrarchica, altri ne fanno risalire la formazione a un periodo precedente, ma è abbastanza chiaro che furono formati su base etnica a partire da contingenti di soldati germanici, forse arruolati come ausiliari, forse nemici sconfitti, provenienti dall'estrema Gallia nord-orientale.
Stando ad Ammiano Marcellino (20.4.2, 20.4.20, 20.5.9, 21.3.2, 22.12.6, 31.10.4), i Celtae combattevano insieme ai Petulantes.
Nel 357 combatterono nella battaglia di Strasburgo, la vittoria dei Romani guidati dal Cesare Giuliano sugli Alamanni.
Nel 360 l'imperatore Costanzo II inviò il tribunus et notarius Decenzio dal proprio cugino e Cesare, chiedendogli di inviargli le sue truppe migliori, tra cui i Celtae; gli uomini però non furono contenti di questo trasferimento, in quanto preferivano restare nelle proprie terre e vicino alle proprie famiglie, invece che marciare verso la frontiera orientale, e quando Giuliano riunì le proprie truppe a Lutezia, queste lo acclamarono imperatore, seguendolo poi nella vittoriosa marcia verso Oriente per combattere Costanzo.
Nel 377 sono attestati in Alsazia, dove respinsero insieme ai Petulantes un attacco degli Alemanni Lentienses che avevano approfittato del Reno congelato.
La Notitia dignitatum, composta tra la fine del IV e gli inizi del V secolo, rende conto dell'esistenza dell'auxilia palatina dei Celtae seniores nella parte occidentale dell'impero, sotto il Magister peditum, e dei Celtae iuniores, sotto il comando del Comes Africae.